# Aëtion

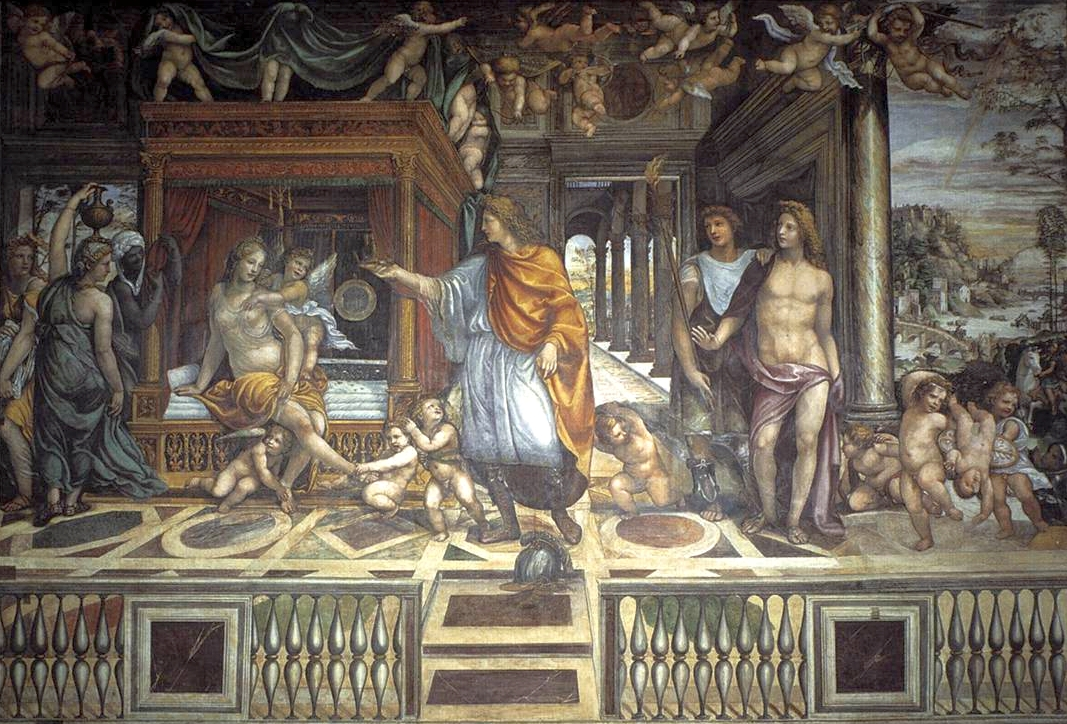
Rom, Villa Farnesina, Malerei von Sodoma, inspiriert durch die Darstellung von Aëtion

Aëtion (Ἀετίων; die gelegentlich zu findende Namensform Echion ist falsch und geht auf falsche Handschriftenlesungen zurück) war ein griechischer Maler und Erzbildner, der in der 2. Hälfte des 4. Jahrhunderts v. Chr. tätig war.
Aëtion war ein Zeitgenosse des Apelles. Es ist zwar keines seiner Werke erhalten, jedoch wird er in antiken Quellen als einer der bedeutendsten Maler seiner Zeit gepriesen. Diese Aussage beruht auf einem seiner Bilder, das die Hochzeit Alexanders des Großen mit der baktrischen Prinzessin Roxane anmutsvoll abbildete. Diese Darstellung inspirierte Raffael und Sodoma bei ihren Darstellungen der Hochzeit.